# Unitární transformace
Unitární transformace nějakého Hilbertova prostoru je taková lineární transformace, která zachovává úhly a velikosti vektorů. V případě konečněrozměrného prostoru je unitární operátor reprezentován v ortonormální bázi unitární maticí A, tj. takovou, pro kterou
{\displaystyle A^{\dagger }A=E,}
kde {\displaystyle A^{\dagger }} je hermitovské sdružení A a E je jednotková matice.
Příkladem unitární transformace tedy může být otočení nebo zrcadlení.
Absolutní hodnota determinantu unitárního operátoru je rovna jedné, stejně tak absolutní hodnota všech vlastních čísel musí být jedna.
Unitární operátor může být například evoluční operátor v kvantové mechanice, který určuje vývoj systému.